# Caloptilia pulverea
Caloptilia pulverea är en fjärilsart som beskrevs av Tosio Kumata 1966. Caloptilia pulverea ingår i släktet Caloptilia och familjen styltmalar. Inga underarter finns listade i Catalogue of Life.